# Grezzana
Grezzana (velenceiül Gresana) település Olaszországban, Veneto régióban, Verona megyében. Lakosainak száma 10 722 fő (2023. január 1.). Grezzana Bosco Chiesanuova, Erbezzo, Rovere Veronese, Verona, Cerro Veronese, Negrar di Valpolicella és Sant'Anna d'Alfaedo községekkel határos.

## Népesség
A település népességének változása:
| Lakosok száma | 10 802 | 10 805 | 10 722 |
|               | 2017   | 2018   | 2023   |